# Етелбрек
Етелбрек (лукс. Ettelbréck) је град у Луксембургу.

## Географија
Етелбрек је општина са градским статусом у централном Луксембургу, припада Кантону Дикирх и Округу Дикирх. Град се налази на месту где се спајају три реке: Сауер, Варк и Алзет. Ова локација је од Етелбрека направио велики транспортни центар за земљу одмах после града Луксембурга.
Простире се на 15.18 км2. Према попису из 2001. године град Етелбрук има 7.344 становника. Према процени 2009. има 7.714 становника.

## Порекло имена
Име Етелбрек датира од инвазије Атиле 451. на Западно римско царство. Атила и његова војска су саградили мост ("Bruck") преко реке Алзет близу града Ширен. У локалном језику варијанта Атилиног имена је било "Ettel" па спојено са именом моста ("Bruck") настао је назив Етелбрек.

## Други светски рат, Окупација и слобода
Нацистичка Немачка је окупирала Етелбрек 10. маја 1940. године.
Америчке снаге прве су ослободиле град 11. септембра 1944, али је Немачка поново преузела град 16. децембра 1944. током Арденске битке. Америчке трупе предвођене генералом Џорџ С. Патоном на Божић, 25. децембра 1944. коначно су ослободиле Етелбрук од нацистичке окупације. Један од главних тргова у граду носи назив Патонов трг.

## Знаменитости
Меморијални музеј Џорџ С. Патона налази се у граду у част генерала који је ослободио град. У музеју се чувају фотографије, униформе, оружја и докумената из периода немачке окупације Луксембурга (мај 1940 до септембра 1944). Музеј је отворен 7. јула, 1995, и представља главну туристичка атракција у граду.
У граду постоји црква која је обновљена 1849. године. У цркви се налазе надгробни поменици који датирају још из 15. века.

## Демографија
Попис 15. фебруара 2001:
- Укупна популација: 7.344
  - Мушкарци: 3.550
  - Жене: 3.794

| Националност    | Популација | %      |
| --------------- | ---------- | ------ |
| - Луксембуржани | 4.389      | 59,76% |
| - Португалци    | 1.611      | 21,94% |
| - Французи      | 159        | 2,17%  |
| - Италијани     | 274        | 3,73%  |
| - Белгијанци    | 142        | 1,93%  |
| - Немци         | 106        | 1,44%  |
| - Југословени   | 236        | 3,21%  |
| - Остали        | 427        | 5,81%  |

## Галерија
- Етелбрек
- Црква у Луксембургу
- Фабрика
- Стадион